# Ernst Büchner

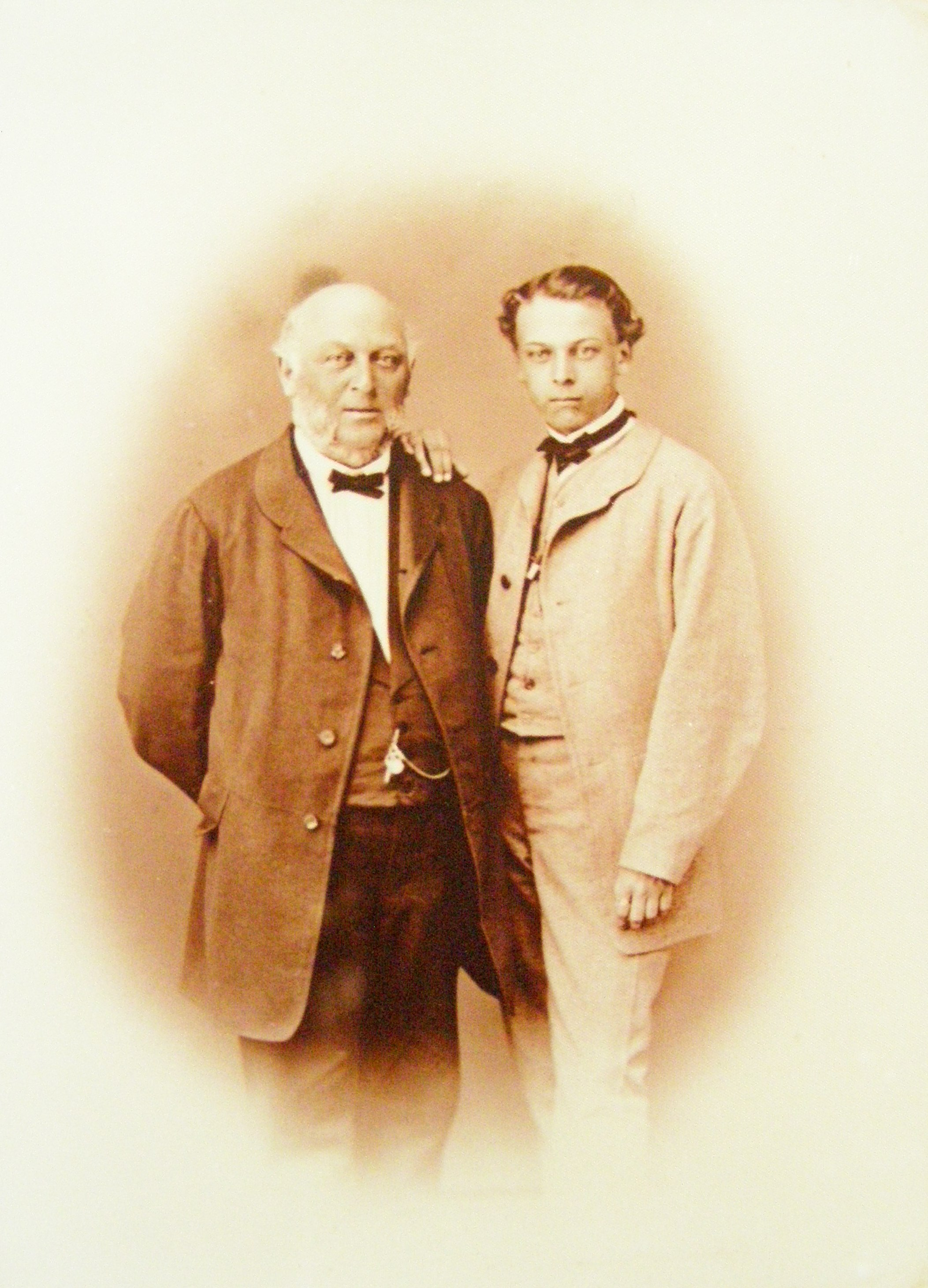
Ernst Büchner se svým otcem Wilhelmem Büchnerem (1865)

Ernst Wilhelm Büchner (18. března 1850 Pfungstadt – 25. dubna 1924 Darmstadt) byl německý průmyslový chemik, po kterém je pojmenována Büchnerova baňka a Büchnerova nálevka. Ve spojení s vakuovou pumpou se baňka a nálevka používají ve filtračních procesech. Patent na jeho vynález byl zveřejněn v roce 1888.

## Kariera

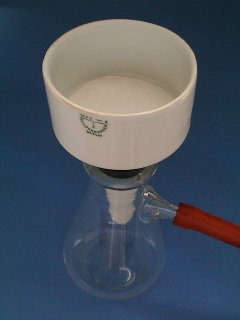
Büchnerova láhev a nálevka pro vakuovou filtraci

Ernst Büchner se narodil v roce 1850 v Pfungstadtu v německém Hesensku. Jeho otcem byl lékárník, chemik, průmyslník a politik Wilhelm Büchner. Ernst byl synovcem dramatika Georga Büchnera a filozofa, fyziologa a lékaře Ludwiga Büchnera.
Vystudoval chemii v Tübingenu a ve své disertační práci se zabýval separací a rozkladem chlorbromanilinu. Později při své práci v chemické laboratoři vynalezl Büchnerovu láhev a nálevku. V roce 1888 si tento vynález nechal patentovat.
V roce 1882 převzal po otci vedení rodinného podniku v Pfungstadtu. V roce 1890 začlenil společnost do Spojených ultramarínových továren. Založení tohoto kartelu bylo reakcí na vznikající chemii dehtových barviv - petrochemii. Rozmach konkurenčních továren v tomto oboru nakonec vyústil v zánik společnosti v roce 1893.

## Osobní život

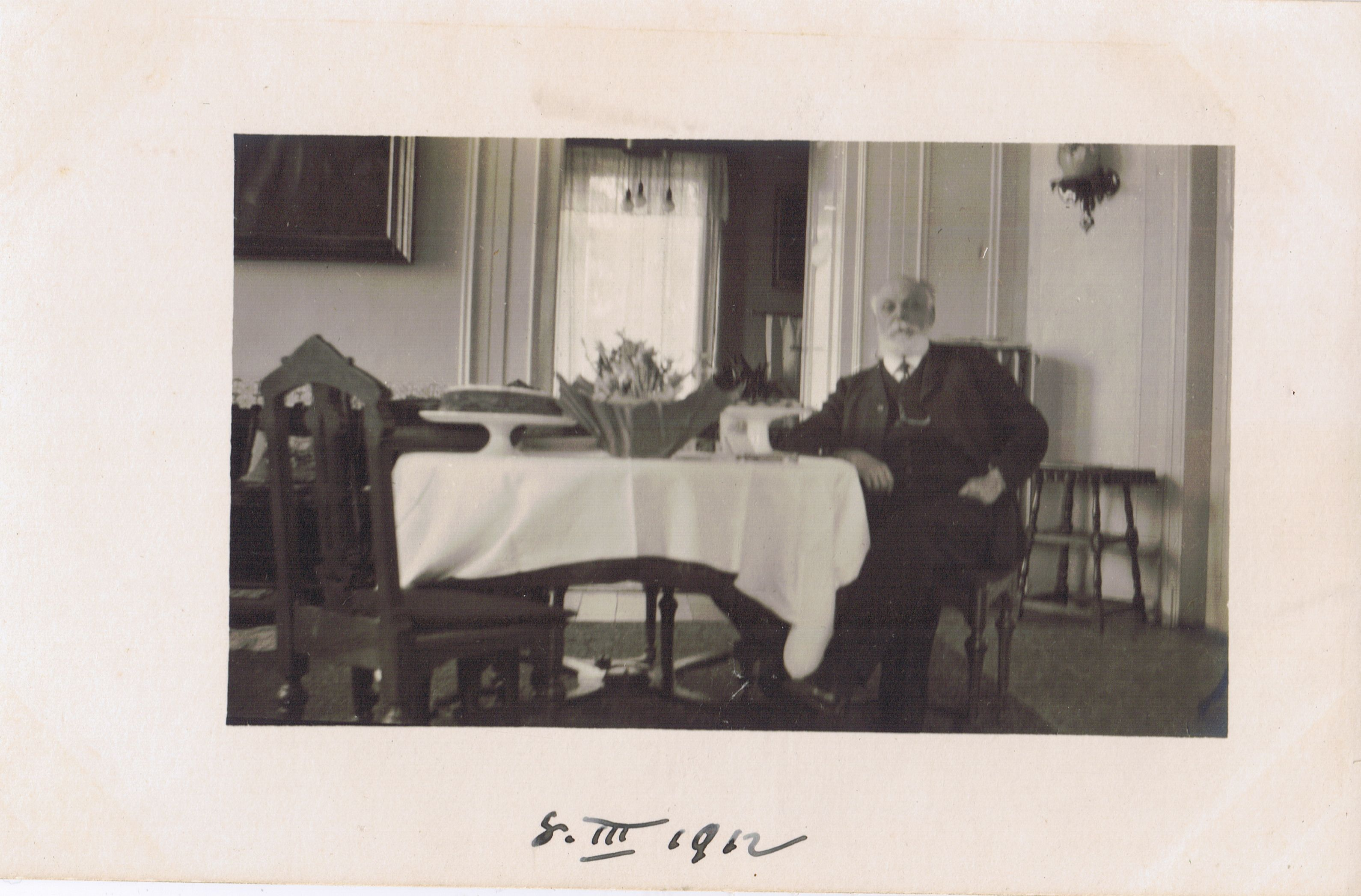
Ernst Buechner ve své vile v Pfungstadtu

Ernst Büchner uzavřel manželství se svou sestřenicí Mathildou Büchnerovou (1850 - 1908) a měl s ní dvě děti, chemika Carla Büchnera (1877 - 1929) a malíře Friedricha (Fritze) Büchnera (1880 - 1965).
Po rozvodu v roce 1885 se oženil s Marií Ludovike Karoline von Ferber (1850 - 1925). Z tohoto manželství se narodil Anton Büchner (1887 - 1985), který napsal životopis sourozenců Büchnerových.